# HMS Azalea (1940)
HMS Azalea (англ. ЕВК «Азалия») — корвет типа «Флауэр», служивший в КВМС Великобритании в годы Второй мировой войны, позднее торговое судно «Норте».

## История
Корвет заложен на заводе «Кук, Уэлтон и Джеммелл» в Беверли 15 ноября 1939. Спущен на воду 8 июля 1940, в состав КВМС Великобритании принят 27 января 1941. Участвовал в годы войны в охране военных конвеов.
12 апреля 1941 «Азалия» стала участником небольшого инцидента: вместе с корветом «Кеногами» они обстреляли американский лайнер «Сибони» (англ. Siboney) в 590 км от Лиссабона. Допросив капитана пассажирского лайнера, Венцеля Габеля, моряки корветов разрешили кораблю продолжать путь.
5 апреля 1946 «Азалия» была продана частной компании: с корабля сняли вооружение, а он был переименован в «Норте». 19 января 1955 «Норте» затонул.